# بخش ویمربی
بخش ویمربی (به سوئدی: Vimmerby kommun) یک ناحیه شهری در سوئد است که در شهرستان کالمار واقع شده‌است.

## خواهرخوانده
شهرهای فارگو، داکوتای شمالی، مورهد، مینه‌سوتا، Skærbæk Municipality, Kauhava و Rygge خواهرخوانده‌های بخش ویمربی هستند.